# Ère Tenna
L'ère Tenna (en japonais: 天和) est une des ères du Japon (年号, nengō, littéralement « le nom de l'année ») suivant l'ère Enpō et précédant l'ère Jōkyō. Cette période couvre les années allant du mois de septembre 1681 au mois de février 1684. L'empereur régnant est Reigen-tennō (霊元天皇).

## Changement de l'ère
- Tenna gannen (天和元年?) : Le nom Tenna de l'ère nouvelle (« Paix céleste impériale ») est créé pour marquer la 58e année d'un cycle du zodiaque chinois. L'ère précédente se termine et la nouvelle commence en Empō 9, le 29e jour du 9e mois.

## Événements de l'ère Tenna
- 1681 (Tenna 1) : Investiture à Edo de Tokugawa Tsunayoshi comme cinquième shogun du shogunat Tokugawa (bakufu d'Edo[3].
- 5 février 1681 (Tenna 1, 28e jour du 12e mois) : Grand incendie Tenna à Edo[4].
- 1681 (Tenna 2) : Une famine afflige Heian-kyō et les zones environnantes[4].
- 3 mars 1683 (Tenna 3, 5e jour du 2e mois) : Yaoya Oshichi est brûlée sur un bûcher pour incendie volontaire.
- 1683 (Tenna 3) : Le shogunat Tokugawa accorde la permission d'échange d'argent de l'entreprise Mitsui (ryōgaeten) à Edo[5].
- 1683 (Tenna 4) : l'assassinat de Hotta Masatoshi signale la fin d'un gouvernement caractérisé par la sobriété et la rigueur financière et le début d'un basculement vers l'extravagance et les dépenses politiques déraisonnables des chambellans de Tsunayoshi[6].